# Крейг, Джеймс (актёр)
Джеймс Крейг (англ. James Craig), имя при рождении Джеймс Генри Мидор (англ. James Henry Meador; 4 февраля 1912 года — 28 июня 1985 года) — американский киноактёр, более всего известный ролями 1940—50-х годов.
Стройный и красивый актёр, которого часто сравнивали с Кларком Гейблом, Крейг начал карьеру в кино в 1930-е годы, сыграв свои самые яркие роли в 1940-50-х годах. Наиболее значимыми картинами с участием Крейга стали мелодрама «Китти Фойл» (1940), фэнтези-мелодрама «Дьявол и Даниел Уэбстер» (1941) и мелодрама «Потерянный ангел» (1943), семейная комедия «Человеческая комедия» (1943) и восточная сказка «Кисмет» (1944), романтическая комедия «Райское тело» (1944) и мелодрама «У нас растёт нежный виноград» (1945), фильмы нуар «Переулок» (1950) и «Пока город спит» (1956), вестерн «Разборка в Медсин-бенд» (1957) и военная драма «Бригада дьявола» (1968).

## Ранние годы жизни
Джеймс Крейг родился 4 февраля 1912 года в Нэшвилле, штат Теннеси, вторым из троих детей Берты и Олена Уолтера Мидоров. Будучи строительным подрядчиком, его отец часто переезжал с семьёй с места на место, и в детстве молодой Джеймс жил в различное время в Канзасе, Флориде, Нью-Йорке и Вирджинии. В 1929 году после завершения учёбы в колледже в Кларксвилле, Теннесси, Джеймс перебрался в Хьюстон, где поступил в Университет Райса, планируя стать врачом.
Однако после окончания Университета Джеймс пошёл работать сначала нефтяником в Хантсвилле, Техас, а позднее перешёл на завод «Дженерал моторс» в Хьюстоне. В этот период Джеймс совершил поездку в Голливуд, во время которой им впервые овладела идея стать актёром. В Калифорнии Джеймс нашёл агента по работе с актёрами, который посоветовал ему набраться опыта в небольших театральных труппах и пройти курс дикции, чтобы смягчить свой сильный техасский акцент. Вернувшись в Техас, в 1934 году Джеймс стал работать над речью и обучаться драматическому мастерству у актёра Сирила Делаванти. Он также поступил в местную театральную труппу и вскоре под именем Джеймс Мид стал играть небольшие роли в таких спектаклях, как «Окаменелый лес» и «Последняя миля». Позднее, исполняя главную роль в постановке «Жена Крейга», он решил сменить фамилию на Крейг.

## Кинокарьера в 1937—1949 годах
В 1937 году уже как Джеймс Крейг он вновь приехал в Голливуд, где ему сразу же удалось пробиться на пробы на студию «Парамаунт» и даже подписать со студией контракт. В том же году он появился в своём первом фильме, криминальной мелодраме «Софи направляется на Запад» (1937), сыграв роль официанта в ресторанной сцене (без упоминания в титрах). За этой ролью последовали вестерн «Тропа грома» (1937) с участием Гилберта Роланда и Марши Хант (первая его роль с упоминанием в титрах), крупнобюджетный приключенческий фильм «Пират» (1938) с Фредериком Марчем, и вестерны «Рождённый для Запада» (1937) и «Гордость Запада» (1938) с Уильямом Бойдом в роли Хопалонга Кэссиди.
Разочарованный отсутствием прогресса в своей кинокарьере, Крейг неожиданно вернулся на сцену, сыграв в сентябре 1938 года в бродвейской постановке «Легенды Миссури». Несмотря на первоклассный актёрский состав, спектакль был закрыт через 48 представлений, но игра Крейга привлекла внимание скаута студии «Коламбиа», и актёр подписал с ней контракт. Однако, несмотря на ожидания Крейга, никакого существенного улучшения в качестве его экранных работ не произошло. Он вновь вынужден был сниматься в различных проходных фильмах, таких как музыкальная комедия «Блондинка встречает босса» (1939) и военная драма «К северу от Шанхая» (1939, главная роль), приключенческий киносериал «Летающие правительственные агенты» (1939), а также вестерны «Переход с Китом Карсоном» (1939, киносериал) и «Покорение Запада» (1939).
После окончания контракта с «Коламбиа» Крейг перешёл на студию «Юнивёрсал», где сыграл небольшую роль федерального агента, выдающего себя за пьяного студента, в шпионском детективе «Вражеский агент» (1940), репортёра в фантастическом хорроре «Чёрная пятница» (1940) с участием Бориса Карлоффа и Белы Лугоши, жертву убийства в вестерне «Закон и порядок» (1940) и прапорщика в комедийной мелодраме «Семь грешников» (1940), первом из трёх фильмов, где сыграли вместе Марлен Дитрих и Джон Уэйн.
Когда уже стало казаться, что Крейг проведёт остаток своей кинокарьеры в фактической безвестности, у него наступил прорыв. Находясь в аренде на студии «РКО», он сыграл в мелодраме категории А «Китти Фойл» (1940) значимую роль молодого врача, который ухаживает за главной героиней. Как сам фильм, так и исполнители главных ролей получили массу благоприятных откликов критики, а Джинджер Роджерс за роль Китти получила свой единственный Оскар. После этого фильма руководство «РКО» выкупило у «Юнивёрсал» контракт Крейга, и он сразу же сыграл главную роль в комедии «Неожиданный дядя» (1941) вместе с Энн Ширли и Чарльзом Кобёрном, однако фильм провалился в коммерческом плане.
В том же году Крейг исполнил роль Джабеза Стоуна, фермера из Нью-Гемпшира, который продаёт свою душу дьяволу в фэнтези-мелодраме «Всё, что можно купить за деньги» (1941), позднее переименованной в «Дьявол и Дэниэл Уэбстер». Хотя фильм и не имел успеха в прокате, на Крейга «посыпались восхищённые отзывы критики», в частности, журнал «Variety» особенно отметил игру Крейга, назвав его «довольно способным молодым актёром». И как позднее отметила газета «Los Angeles Times», «роль фаустовского персонажа, разрываемого между дьяволом, которого играл Уолтер Хьюстон, и конгрессменом и оратором Дэниелом Уэбстером, которого играл Эдвард Арнольд, стала одной из лучших ролей Крейга в этот период».
На следующий год Крейг сыграл главные роли в комедийном вестерне «Долина солнца» (1942), где его партнёршей была Люсиль Болл, а также в шпионском экшн-триллере Эдварда Дмитрика «Семь миль от Алькатраса» (1942).

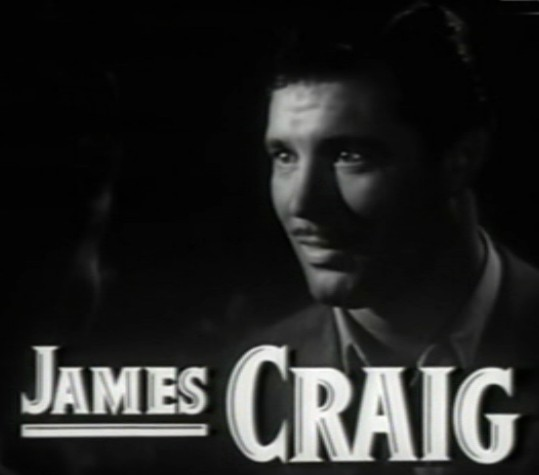
Джеймс Крейг в трейлере фильма «Человеческая комедия» (1943)

Когда в 1942 году Кларк Гейбл ушёл служить в армию во время Второй мировой войны (он вернулся в кино в 1945 году), Крейг главным образом благодаря внешнему сходству с Гейблом стал исполнителем главных ролей на «Метро-Голдвин-Майер». Киномагнат Луис Майер решил, что Крейг напоминает Гейбла, и подписал с актёром семилетний контракт, «предвидя потребность в ком-то, кто займёт место Гейбла, пока коммерческая звезда „Метро-Голдвин-Майер“ служит в армии». Первоначально Крейг сыграл в нескольких вестернах категории В — «Преследование в Омахе» (1942) с Дином Джаггером и Чиллом Уиллсом и «Рейнджеры Северо-Запада» (1942). Год спустя Крейг исполнил главную романтическую роль в семейной мелодраме по сценарию Уильяма Сарояна «Человеческая комедия» (1943) c Микки Руни и Маршей Хант в главных ролях. Фильм завоевал Оскар за лучший сценарий, и получил ещё четыре номинации на Оскар, и кроме того, понравился публике, принеся большую прибыль, так что «удача, казалось бы, снова улыбнулась Крейгу». В том же году Крейг сыграл также значимые роли своей карьеры в таких фильмах, как мелодрама Роя Роулэнда «Потерянный ангел» (1943) и романтическая комедия Винсента Минелли «Райское тело» (1944), где его партнёрами были Уильям Пауэлл и Хэди Ламарр. Хотя после этих работ Крейг получил второе место в ежегодном опросе кинопрокатчиков «Звёзды завтрашнего дня», тем не менее, это не привело к повышению уровня его фильмов в дальнейшем.
На протяжении последующих шести лет Крейг сыграл значимую роль халифа в «Кисмете» (1944), крупнобюджетной, умеренно-увлекательной феерии на тему «Арабских ночей» с Марлен Дитрих и Рональдом Колманом в главных ролях, в военной комедии «Брак – это частное дело» (1944), где он был частью любовного треугольника, включавшего также Лану Тёрнер и Джона Ходяка, и в довольно необычном романтическом вестерне «Нежная Энни» (1944) с Донной Рид. Самым хорошо принятым и лучшим для Крейга фильмом в этот период стала семейная мелодрама Роя Роулэнда «У нас растёт нежный виноград» (1945), где Эдвард Г. Робинсон сыграл главную роль норвежского фермера, а Крейг — его сына и редактора местной газеты.
Однако после возвращения Гейбла с войны Крейгу пришлось перейти на главные роли в фильмах категории В, таких как детективы «Опасные партнёры» (1945) с Сигне Хассо и Одри Тоттер и «Тёмное заблуждение» (1947), где он исполнил роль врача в 15-й и последней части сериала «Метро-Голдвин-Майер» про доктора Килдэра и доктора Гиллеспи. Год спустя Крейга отдали в аренду на студию «Игл-Лайонс» для съёмок в малобюджетных вестернах «Человек из Техаса» (1948) и «Бегство на Северо-Западе» (1948). Это было верным признаком того, что его карьера на «Метро-Голдвин-Майер» подходит к концу.

## Карьера в 1950—60-х годах
Тем не менее, в начале 1950-х годов Крейг сыграл значимые роли в трёх фильмах нуар студии «Метро-Голдвин-Майер». В фильме Энтони Манна «Переулок» (1950) Крейг предстал в образе красивого и безжалостного гангстера, которому его партнёр поручает вернуть украденные деньги. Сначала он жестоко избивает главного героя (Фарли Грейнджер) на заднем сидении такси, затем убивает свою бывшую любовницу, после чего гоняется за главным героем по городским улицам, и в конце концов убивает своего помощника-таксиста, чтобы в самом финале быть самому застреленным копами. Как написала историк кино Карен Хэннсберри, в этом фильме Крейг выдал отличную игру в роли отвратительного гангстера и, по мнению одного из критиков, наряду с Полом Келли и Эдмоном Райаном «выделялся среди разного рода бандитов и копов». А обозреватель «Лос-Анджелес таймс» обратил внимание на то, что хотя игра Крейга и захватывает, тем не менее, трудно поверить в то, что его персонаж является шантажистом, так как «он слишком смертоносен для слов». В фильме нуар Джозефа Х. Льюиса «Леди без паспорта» (1950) с Хэди Ламарр и Джоном Ходяком Крейг сыграл положительную роль офицера иммиграционной службы США, который вместе с агентом под прикрытием ведёт борьбу с международной бандой, занимающейся незаконной переброской нелегальных иммигрантов в США. Как отметила Хэннсберри, «у Крейга в этом фильме было не так много работы, он лишь рявкал приказы по телефону, и, несмотря на хорошую игру Ходяка и Джорджа Макреди публика по большей части осталась равнодушна к фильму». Наконец, Крейг был жестоким и коварным мафиозным дельцом в фильме нуар «Стрип» (1951) с участием Микки Руни. Этот фильм, название которого происходит от знаменитого отрезка Бульвара Сансет в Лос-Анджелесе, известного как Сансет-стрип, запомнился также участием ряда ведущих джазовых музыкантов своего времени, таких как Луис Армстронг. Хотя «Стрип» был немного успешнее в кассовом плане, чем «Леди без паспорта», критиков больше впечатлила музыка фильма, а не актёрская игра. Филипп К. Шеуер написал в «Лос-Анджелес таймс», что «жидкий сюжет… получает поддержку от музыкантов Моники Льюис и Вика Дэймона», а Линн Бауэрс в «Лос-Анджелес экзаминер» выделил в фильме «увлекательное путешествие по Сансет стрип, которое позволяет поддержать историю, не отвечающую тому весёлому настроению, которое предполагает это знаменитое место». Игру самого Крейга в роли хладнокровного бандита «Variety» оценил негативно как «банальную в своих повторах». Это был последний фильм Крейга в рамках контракта с «Метро-Голдвин-Майер».

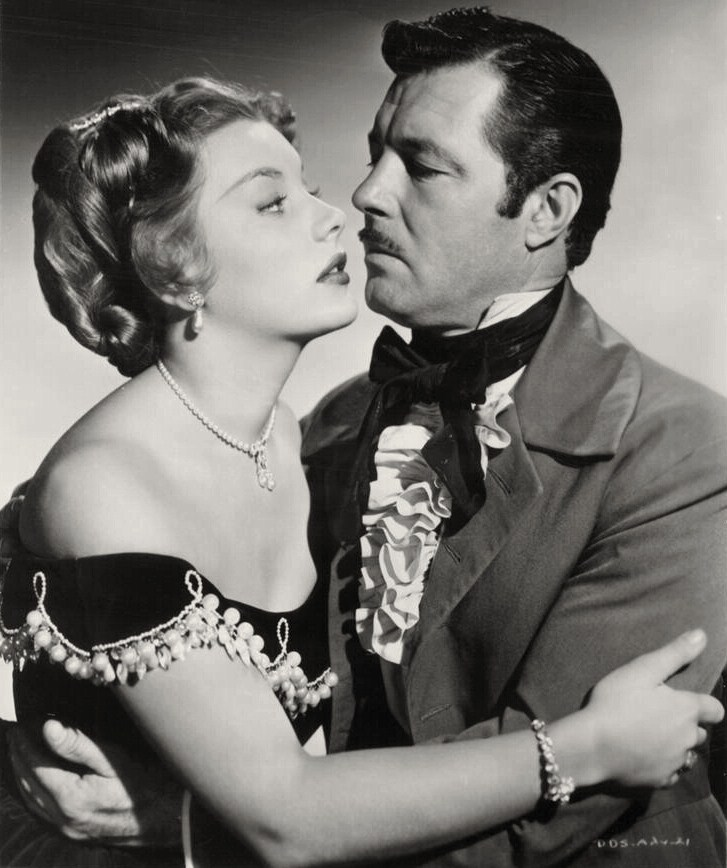
Барбара Пейтон-Джеймс и Джеймс Крейг в фильме «Барабаны глубокого Юга» (1951)

Тем временем, после завершения сотрудничества с «Метро-Голдвин-Майер» Крейг обнаружил, что его кинокарьера пошла на спад, и на протяжении 1950-х годов фильмы Крейга стали терять в значимости. Было, однако, несколько исключений, среди них фильм «РКО» «Барабаны глубокого Юга» (1951), богатая и убедительная драма о Гражданской войне, в которой Крейг сыграл главу отряда взбунтовавшихся солдат. Крейг также сыграл разбойника южных морей в приключенческой мелодраме «Ураган Смит» (1952), бандита, переходящего на сторону закона, в вестерне «Форт мщения» (1953) и шерифа в вестерне «Последний из отчаянных» (1955).
В 1956 году Крейг последний раз появился в фильме нуар, сыграв в великолепном фильме Фритца Ланга «Пока город спит» (1956) с участием Дэны Эндрюса, Джорджа Сэндерса и Винсента Прайса. В этом фильме Крейг исполнил одну из ключевых ролей главы фотослужбы крупного медиа-холдинга, который пытается использовать своё влияние на жену его владельца (Ронда Флеминг), чтобы получить должность управляющего директора холдинга. Наиболее значимым вестерном этого периода была картина студии «Уорнер бразерс» «Разборка в Медсин-бенд» (1957) с участием Закари Скотта и Энджи Дикинсон, где Крейг сыграл роль главаря преступной банды, коррумпировавшей местную власть и занимающейся грабежами. Он также сыграл главные роли в низкобюджетных вестернах «Резня» (1956), «Преследующий» (1957) «Месть индейцев» (1957), «Человек или оружие» (1958) с Макдональдом Кэри и Одри Тоттер и «Четыре быстрых пушки» (1960).
К середине 1960-х годов Крейг оставался одним из немногих ветеранов, продолжавших сниматься в недорогих вестернах Technicolor, которые продюсировали А. С. Лайлз и Алекс Гордон", среди них — «Враждебные пушки» (1967), «Форт Юта» (1967) и «Стрелки из Аризоны» (1968). Свою последнюю значимую роль генерал-майора немецкой армии Крейг сыграл в военной драме Эндрю МакЛаглена «Бригада дьявола» (1968) с участием Уильяма Холдена, Клиффа Робертсона и Винса Эдвардса. В конце карьеры творчество Крейга на большом экране свелось к серии непритязательных фильмов, «сами названия которых указывают на их дешёвое качество», среди них криминальные драмы «Если не виновен — отпусти!» (1968) и «Мучители» (1971), а также фантастические триллеры «Тело жертвы» (1970), «Бигфут» (1970) и «Машина Судного дня» (1972).

## Актёрское амплуа и оценка творчества
Высокий и мускулистый, с чётко прописанными чертами лица и привлекательным стилем игры, Джеймс Крейг имел, как казалось, все возможности достичь кинематографической славы и успеха. В начале 1940-х годов Крейг стал использоваться как замена Гейбла во время службы последнего во время Второй мировой войны и «его даже стали преподносить как угрозу Гейблу в качестве ведущего исполнителя главных ролей в Голливуде».
Однако Крейг так никогда не достиг высот славы, которых мог бы достичь, хотя и добился профессионального триумфа в фильмах «Китти Фойл» и «У нас растёт нежный виноград», и очень удачно показал себя в таких фильмах, как «Дьявол и Дэниел Уэбстер» (1941) и «Человеческая комедия» (1943), и в четырёх фильмах нуар «Переулок» (1950), «Леди без паспорта» (1950), «Стрип» (1951) и «Пока город спит» (1956). На протяжении своей карьеры Крейг сыграл в 28 вестернах, однако, как отмечает историк жанра Хенрик Хоффманн, «несмотря на свой атлетизм, высокий рост и привлекательную внешность, Джеймс Крейг остался малозначимым актёром и его вклад в жанр вестерн был несущественным».

## Работа на телевидении и дальнейшая карьера

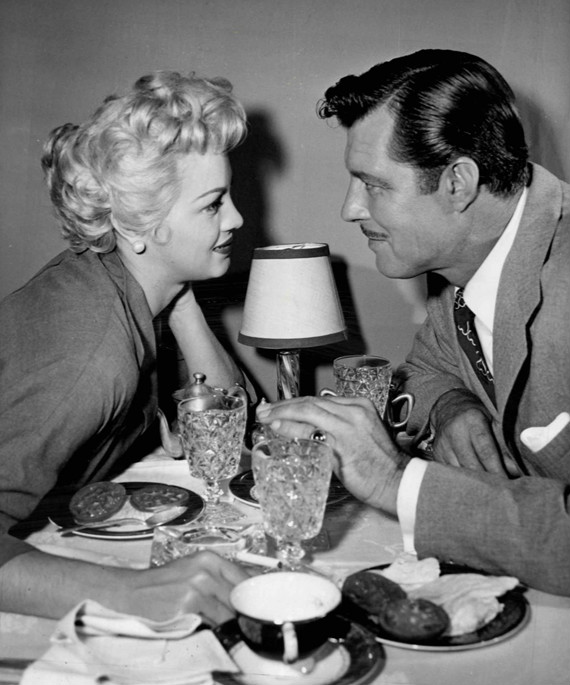
Энджи Дикинсон и Джеймс Крейг в телесериале «Миллионер» (1956)

С середины 1950-х годов Крейг стал часто появляться в различных телевизионных сериалах, среди них «Телевизионный театр Форда» (1954), «Сломанная стрела» (1957), «Есть оружие — будет путешествие» (1958) и «Виргинец» (1968).
Однако после нескольких ролей на телевидении, в начале 1970-х годов Крейг ушёл из шоу-бизнеса, став успешным агентом по недвижимости.

## Семейная жизнь
Крейг был женат трижды, у него было трое детей и четверо внуков. Несмотря на то, что он сыграл более чем в 60 фильмах, частная жизнь Крейга значительно чаще попадала в газетные заголовки. Часто обвиняемый в тяжёлом пьянстве и в насильственных действиях по отношению к своим жёнам, Крейг слишком часто оказывался замешанным в бытовых инцидентах, которым уделялось больше внимание в публикациях 1940—50-х годов, чем его актёрским работам.
В 1939 году Крейг женился на начинающей актрисе Мэри Джун Рэй, работавшей у продюсера Дэвида О. Селзника. Мэри сразу же оставила кинокарьеру, и два года спустя родила Крейгу сына Джеймса. В 1944 году она родила второго сына Роберта (умер от почечной недостаточности в 1948 году), а в 1946 году — дочь Диану. В 1950 году газеты сообщили, что Мэри была обнаружена блуждающей в разорванной рубашке недалеко от семейного ранчо в Северном Голливуде, её лицо и тело были покрыты синяками. Полиция предположила, что она «вероятно, была избита и выбежала на улицу». Однако после разговора с адвокатом Мэри заявила полиции и прессе, что не будет выдвигать обвинений против мужа. Крейг со своей стороны заявил, что никогда не бил жену, просто во время разговора между супругами возникло недопонимание, и Мэри выбежала на улицу. Обвинений против Крейга выдвинуто не было. В 1954 году Мэри всё-таки подала на развод, однако пара достигла примирения, и в 1956 году у них родился ещё один сын Майкл. Но в 1958 году Мэри снова подала на развод, при этом потребовав запретить Крейгу приближаться и обащаться с ней в агрессивной манере, а также потребовав свою долю семейной собственности, включавшей процветающую куриную ферму в Северном Голливуде и вино-водочный магазин. В 1959 году развод был получен.
В августе 1959 года, всего лишь через месяц после развода с Мэри, Крейг объявил о намерении жениться на молодой актрисе Джил Джармин, более всего известной в артистических кругах своих своей стычкой с актрисой Сьюзен Хэйуорд в спальне актёра Дона Барри. Крейг и Джармин поженились в Лас-Вегасе в 1959 году, но развелись всего лишь два месяца спустя, а в феврале 1962 года Джармин добилась аннулирования брака на том основании, что Крейг отказался иметь детей и что «однажды угрожал убить её и себя».
В 1963 году Крейг женился снова, на этот раз на бывшей модели Джейн Валентайн, у которой был сын от предыдущего брака. Однако уже три месяца спустя Джейн подала на развод, и том же году против Крейга было выдвинуто обвинение в избиении жены. Несколько недель спустя во время судебных слушаний Джейн заявила, что Крейг разбил дверь и угрожал сжечь весь дом. И всё же, выйдя из судебного зала, Джейн сказала репортёрам: «Я в действительности не хочу развода. Я всё ещё люблю его. Он чудесный человек, когда не пьёт. Ему нужна помощь, и он знает об этом». В марте 1964 года Крейг утверждал в суде, что не возражает против развода, однако не согласен с обвинениями в пьянстве и чрезмерной жестокости по отношению к жене. В итоге развод был получен. К сожалению, дальнейшая судьба Джейн Крейг сложилась трагически. В мае 1967 года в мотеле в Ошенсайде она застрелила из пистолета своего 11-летнего сына, а затем застрелилась сама. В предсмертной записке родителям Джейн написала, что была подавлена проблемами с браком, и «не хотела, чтобы её сын рос и страдал за её ошибки». Крейг в записке не был упомянут по имени ни разу, и никогда публично не комментировал этот трагический случай.

## Последние годы жизни
В середине 1980-х годов Крейг стал жаловаться на боли, и вскоре ему поставили диагноз рак лёгких. В 1985 году он был помещён в медицинский центр в Санта-Ане, где и умер 28 июня 1985 года.

## Фильмография
- 1937 — Софи Лэнг отправляется на Запад / Sophie Lang Goes West — официант (в титрах не указан)
- 1937 — Сюда, пожалуйста / This Way Please — солдат (в титрах не указан)
- 1937 — Тропа грома / Thunder Trail — Боб Тейт
- 1937 — Рождённый для Запада / Born to the West — Брэйди (в титрах не указан)
- 1938 — Гордость Запада / Pride of the West — Никсон
- 1938 — Пират / The Buccaneer — креол на балу (в титрах не указан)
- 1938 — Школа свинга / College Swing — студент (в тирах не указан)
- 1939 — Север Шанхая / North of Shanghai — Джед Ховард
- 1939 — Летающие агенты / Flying G-Men — Джон Каммингс
- 1939 — Переход с Китом Карсоном / Overland with Kit Carson- Охотник Теннеси
- 1939 — Беда находит Энди Клайда / Trouble Finds Andy Clyde (короткометражка)
- 1939 — Человек, которого не смогли повесить / The Man They Could Not Hang — присяжный Уоткинс
- 1939 — Тощий попрошайка / Skinny the Moocher (короткометражка) — детектив
- 1939 — Укрощение Запада / The Taming of the West — подручный Хэнди Клем
- 1939 — Скандальная хроника / Scandal Sheet — Манн
- 1939 — Хорошие девушки едут в Париж / Good Girls Go to Paris — гость на вечеринке (в титрах не указан)
- 1939 — Одинокий волк охотится на шпионов / The Lone Wolf Spy Hunt — гость на вечеринке (в титрах не указан)
- 1939 — Тупик / Blind Alley — Джо (в титрах не указан)
- 1939 — Блонди знакомится с боссом / Blondie Meets the Boss (в титрах не указан)
- 1940 — Чёрная пятница / Black Friday — репортёр (в титрах не указан)
- 1940 — Занзибар / Zanzibar — Стив Марланд
- 1940 — Победители Запада / Winners of the West — Джим Джексон
- 1940 — К югу от Каранги / South to Karanga — Стив Хоули
- 1940 — Семь грешников / Seven Sinners — прапорщик
- 1940 — Меня теперь никто не любит / I’m Nobody’s Sweetheart Now — Рэй
- 1940 — Закон и порядок / Law and Order — Брант
- 1940 — Китти Фойл / Kitty Foyle — Марк
- 1941 — Неожиданный дядя / Unexpected Uncle — Джонни Керриган
- 1941 — Дьявол и Дэниел Уэбстер / All That Money Can Buy — Джебез Стоун
- 1942 — Долина солнца / Valley of the Sun — Джонатан Уэйр
- 1942 — Дружественные враги / Friendly Enemies — Билл Пфайфер
- 1942 — Северо-западные рейнджеры / Northwest Rangers — Фрэнк «Блюки» Маршалл
- 1942 — Семь миль от Алькатраса / Seven Miles from Alcatraz — Champ Larkin
- 1942 — Преследование в Омахе / The Omaha Trail — Пэт Кендел
- 1943 — Человеческая комедия / The Human Comedy — Том Спенглер
- 1943 — Мэйзи в вечерней смене / Swing Shift Maisie — «Бризи» Маклафлин
- 1943 — Потерянный ангел / Lost Angel — Майк Риган
- 1944 — Райское тело / The Heavenly Body — Ллойд Хантер
- 1944 — Кисмет / Kismet — Халиф
- 1944 — Брак — это частное дело / Marriage Is a Private Affair — Капитан Майлс Лэнсинг
- 1944 — Нежная Энни / Gentle Annie — Ллойд Ричленд, или Рич Уильямс
- 1945 — Опасные партнёры / Dangerous Partners — Джефф Кейн
- 1945 — У нас растёт нежный виноград / Our Vines Have Tender Grapes — Нельс Халверсон
- 1945 — Она отправилась на скачки / She Went to the Races — Стив Кэнфилд
- 1946 — Ранчо парней / Boys' Ranch — Дэн Уокер
- 1947 — Маленький мистер Джим / Little Mister Jim — Капитан Большой Джим Таккер
- 1947 — Тёмное заблуждение / Dark Delusion — Доктор Томми Коулт
- 1948 — Человек из Техаса / Man from Texas — Тобиас Симмс, он же Тоби Хит
- 1948 — Северо-западное бегство / Northwest Stampede — Дэн Беннетт
- 1950 — Переулок / Side Street — Джорджи Гарселл
- 1950 — Леди без паспорта / A Lady Without Passport — шеф Фрэнк Вестлейк
- 1951 — Стрип / The Strip — Делвин «Санни» Джонсон
- 1951 — Барабаны глубокого юга / Drums in the Deep South — майор Клэй Клэйбёрн
- 1952 — Ураган Смит / Hurricane Smith — Горвалсен
- 1953 — Форт мщения / Fort Vengeance — Дик Росс
- 1953 — Кодекс Два / Code Two — лейтенант полиции Редмон
- 1953 — Театр «Шеврон» / Chevron Theatre (телесериал, 1 эпизод)
- 1954 — Студия 57 / Studio 57 (телесериал, 2 эпизода)
- 1954 — Телевизионный театр «Форда» / The Ford Television Theatre (телесериал, 1 эпизод)
- 1955 — Последний из отчаянных / Last of the Desperados — Шериф Пэт Гэрретт
- 1955 — Театр научной фантастики / Science Fiction Theatre (телесериал, 1 эпизод)
- 1956 — Пока город спит / While the City Sleeps — Гарри Критцер
- 1956 — Резня / Massacre — Эспарца
- 1956 — Женщины острова Питкерн / The Women of Pitcairn Island — капитан Джеб Пейдж
- 1956 — Миллионер / The Millionaire (телесериал, 1 эпизод)
- 1957 — Разборка в Медсин-Бенд / Shoot-Out at Medicine Bend — Эп Кларк
- 1957 — Преследующий / The Persuader — Бик Джастин
- 1957 — Циклопы / The Cyclops — Расс Брэдфорд
- 1957 — Месть индейцев / Naked in the Sun — Вождь Оцеола
- 1957 — Ныряльщик-призрак / Ghost Diver — Роджер Бристол
- 1957 — Сломанная стрела / Broken Arrow (телесериал, 1 эпизод)
- 1958 — Человек или оружие / Man or Gun — Пинч Корли
- 1958 — Есть оружие — будут путешествия / Have Gun — Will Travel (телесериал, 1 эпизод)
- 1960 — Четыре быстрых пушки / Four Fast Guns — Том Сэбин
- 1960 — Дни в долине смерти / Death Valley Days (телесериал, 1 эпизод)
- 1962 — Истории Уэллс-Фарго / Tales of Wells Fargo (телесериал, 1 эпизод)
- 1967 — Форт Юта / Fort Utah — Бу Грир
- 1967 — Враждебные пушки / Hostile Guns — Нед Купер
- 1967 — Дэниэл Бун / Daniel Boone (телесериал, 1 эпизод)
- 1967 — Кастер / Custer (телесериал, 1 эпизод)
- 1968 — Стрелки из Аризоны / Arizona Bushwhackers — Айк Клэнтон
- 1968 — Бригада дьявола / The Devil’s Brigade — Генерал-майор Кнапп
- 1968 — Если не виновен — отпусти / If He Hollers, Let Him Go! — шеф полиции
- 1968 — Виргинец / The Virginian (телесериал, 1 эпизод)
- 1970 — Бигфут / Bigfoot — Сайрус
- 1970 — Тело жертвы / Body of the Prey — Доктор Браган
- 1971 — Мучители / The Tormentors
- 1972 — Машина Судного дня / Doomsday Machine — Доктор Хейнс